# Bassin de l'Irtych

## Affluents et sous-affluents de l'Irtych
Les affluents et sous-affluents de l'Irtych sont, d'amont en aval :

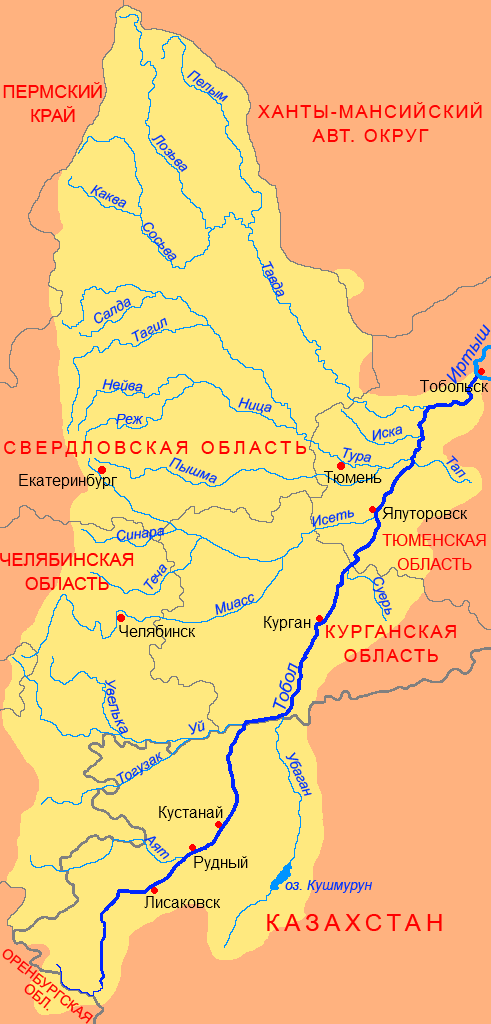
Carte du bassin de la Tobol avec ses principaux affluents.

- Alkabek (rive droite)
  - Bas-Terekty (rive droite)
  - Orta-Terekty (rive droite)
- Kaldjir (rive droite)
- Chabakty (rive gauche)
- Kandissou (rive gauche)
- Bazarka (rive gauche)
- Bougaz (rive gauche)
- Kokpekty (rive gauche)
- Bolchaïa Boukon (rive gauche)
- Kourtchoum (rive droite)
- Narym (rive droite)
- Boukhtarma (rive droite)
  - Belaïa Bérel (rive droite)
  - Tchernovaïa (rive droite)
  - Sarymsakty (rive gauche)
  - Belaïa (rive droite)
  - Tourgousoun (rive droite)
- Tainty (rive gauche)
- Oulba (rive droite)
  - Malaïa Oulba
- Ouba (rive droite)
- Tchar (rive gauche)
- Chagan (rive gauche)
- Om (rive droite)
  - Itcha (rive droite)
  - Kama
  - Tartas (rive droite)
    - Izès (rive droite)
- Tara (rive droite)
  - Maïzas (rive droite)
  - Itcha (rive droite)
- Ouï (rive droite)
- Ocha (rive gauche)
- Chich (rive droite)
- Touï (rive droite)
- Ichim (rive gauche)
  - Kolouton (rive droite)
  - Jabaï (rive droite)
  - Tersakan (rive gauche)
  - Akkanbourlouk (rive droite)
  - Imanbourlouk (rive droite)
  - Karasoul
  - Baksouk (rive droite)
  - Bolchaïa Tava (rive droite)
- Vagaï (rive gauche)
  - Balakhleï (rive droite)
  - Aguitka (rive droite)
  - Achlyk (rive gauche)
- Tobol (rive gauche)
- Tourtas (rive droite)
- Noska (rive gauche)
  - Laïma (rive droite)
- Demianka (rive droite)
- Konda (rive gauche)

## Affluents et sous-affluents de la Tobol
Tobol :
- Aïat (rive gauche)
  - Kamistiaïat (rive gauche)
  - Kartaly-Aïat (rive gauche)
- Oubagan (rive droite)
- Ouï (rive gauche)
  - Ouvelka (rive gauche)
  - Togouzak (rive droite)
- Iemourtla (rive droite)
- Ouk (rive droite)
- Isset (rive gauche)
  - Sinara (rive droite)
  - Tetcha (rive droite)
  - Miass (rive droite)
- Toura (rive gauche)
  - Salda (affluent de la Toura) (rive droite)
  - Taguil (rive droite)
    - Salda (affluent du Taguil) (rive droite)

  - Nitsa (rive droite)
    - Neïva (constituant gauche de la Nitsa)
    - Rej (constituant droit de la Nitsa)

  - Pychma (rive droite)
    - Iourmitch (rive gauche)
- Iska (rive gauche)
- Tavda (rive gauche)
  - Lozva (constituant gauche de la Tavda)
    - Ivdel (rive droite)

  - Sosva (constituant droit de la Tavda)
    - Vagran
    - Lialia
      - Lobva

  - Pelym (rive gauche)